# Callipepla
Callipepla és un gènere d'ocells de la família dels odontofòrids (Odontophoridae). Aquests colins habiten en zones més o menys àrides dels Estats Units i Mèxic.

## Llista d'espècies
S'han descrit quatre espècies dins aquest gènere:
- Callipepla californica - Colí de Califòrnia.
- Callipepla douglasii - Colí elegant.
- Callipepla gambelii - Colí de Gambel.
- Callipepla squamata - Colí escatós.